# 流式細胞術
流式細胞術（flow cytometry，FC，FCM）是用于对悬液中细胞、微生物或细胞器等进行单个快速识别、多参数定量分析和分选的技术。此技术使用流式细胞仪（flow cytometer）自动化地从混合的生物材料中分离和分析细胞、细胞器或生物大分子。
流式細胞術可對流過光學或電子檢測器的生物粒子，检测标记的荧光信号，实现高速、逐一、連續的细胞分析。

## 原理
一束單色光（通常是激光）照到流体动力学聚焦的一股流體上。若干個檢測器瞄向流束和激光相交的這個點，其中一個和激光在同一直線上（稱作前散射(FSC)），其它几个和激光垂直（旁散射(SSC)和一个或几个熒光監測器）。當每個懸浮顆粒通過光束時會按某種方式把光散射，同時所帶有的熒光化合物被激發並發射出頻率低于激發光的熒光。這些散射光和熒光的組合數據被檢測器記錄，根據各檢測器亮度的波動（每個細胞會顯出一個散射或熒光的峰）就能夠推算出每個顆粒的物理和化學性質。前散射與細胞體積相關，而旁散射取決於顆粒的内部複雜程度（比如核的形狀、胞質内顆粒的種類或者膜的粗糙程度），至於熒光則用來標記和檢測特定的細胞表面抗原或者DNA。
可以檢測的參數有：
- 細胞的體積和形態複雜程度
- 細胞中的色素
- DNA（細胞周期分析[1][2]、細胞動力學、細胞增殖等）
- RNA
- 染色體分析和分選（文庫構建、染色體塗染）
- 蛋白質
- 細胞表面抗原（CD標記）
- 胞内抗原（各種細胞因子(cytokine)、次級媒介等）
- 核抗原
- 酶活性
- pH，胞内離子化的鈣、鎂，膜電勢
- 膜流動性
- 細胞凋亡(apoptosis)
  - 定量檢測DNA降解
  - 粒腺體膜電位通透性變化
  - 細胞膜上不對稱性的瓦解
  - 細胞凋亡蛋白質活性偵測（caspase activity）
- 細胞存活能力
- 監測細胞電通透性
- 氧爆作用(oxidative burst)
- 研究癌細胞中的多重耐藥性（multi-drug resistance, MDR）
- 穀胱甘肽
- 各種組合（DNA/表面抗原等等）

這個列表非常長，而且在不斷地擴展。

## 流式細胞儀

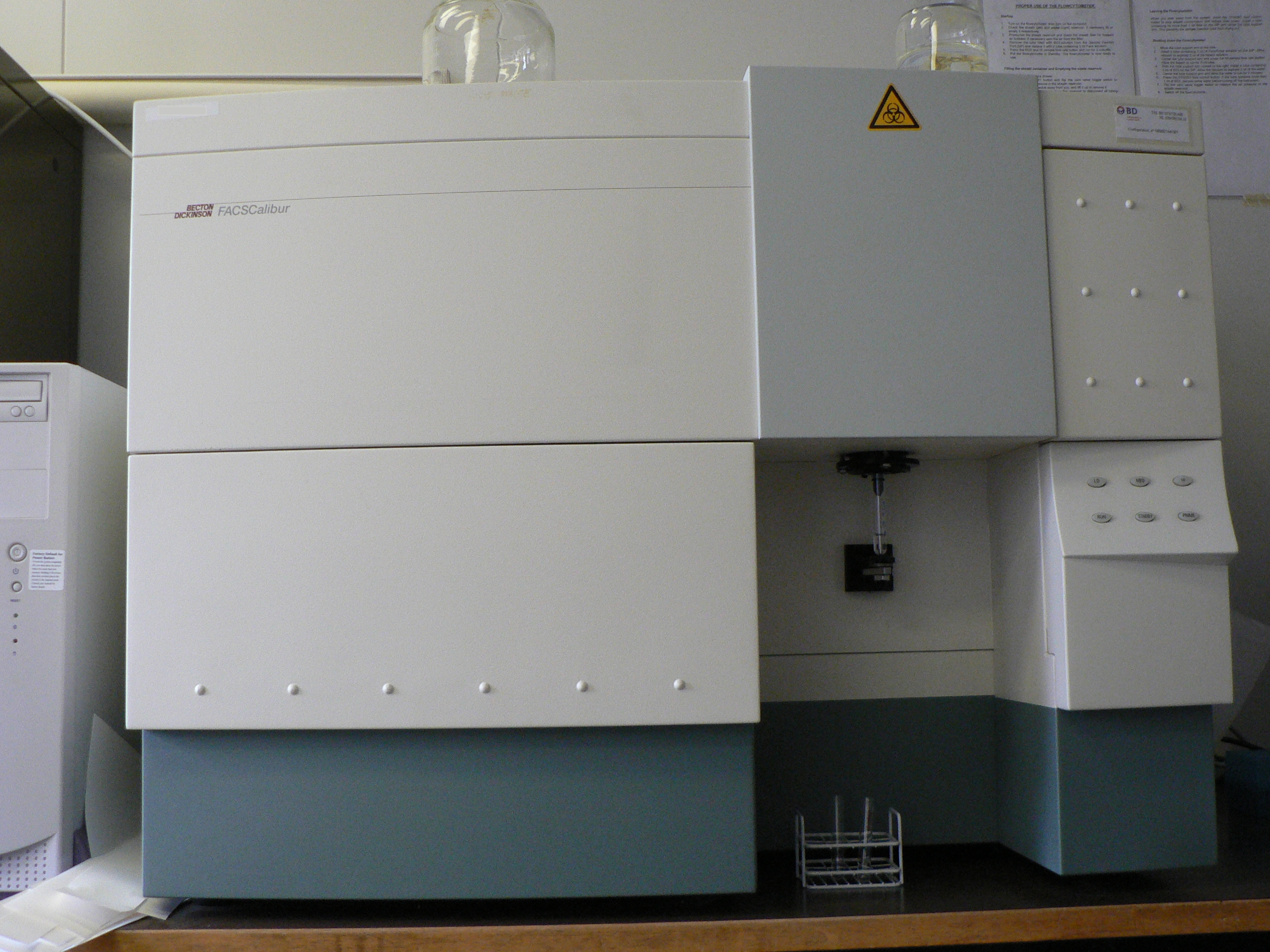
台式流式细胞仪的前视图 - 美国BD公司(Becton-Dickinson)荧光激活细胞分选仪（FACSCalibur）

流式細胞儀又称荧光激活细胞分选器、荧光活化细胞分类计（FACS，Fluorescence Activated Cell Sorter）。
現代的流式細胞儀每秒可以實時檢測幾千個顆粒，並且可以主動分離具有不同特性的顆粒。
流式細胞儀和顯微鏡比較像，但能夠對大量的單個細胞利用一組參數進行高通量的自動量化。固體組織需要在檢測前製備成單細胞的懸浮液。
一個流式細胞儀包括五個組成部分：
- 細胞流動系統：液流（鞘液(sheath fluid)）攜帶細胞，使顆粒以串流形式逐個通過光束。
- 光源：有通常的燈（汞或氙）、高功率水冷的激光源（氬、氪、染料激光）、低功率氣冷激光（氬(488nm)，紅氦氖(633nm)，綠氦氖，氦鎘(紫外)）、激光二极管或激光二极管倍频（藍、綠、紅、紫）。
- 檢測和模數轉換(analogue-to-digital conversion, ADC)系統：產生前散射、旁散射光和熒光的信號。
- 放大系統，線性或對數放大。
- 計算機，用於分析信號。

早期的流式細胞儀主要是實驗設備，但目前儀器和相關的試劑有了很廣的市場。不同廠商的儀器特性也不同。
通过流式细胞仪获取样本数据的过程叫做“获取过程”（acquisition）。这个过程是以连接在流式细胞仪的计算机，和处理细胞计数器的软件为媒介的。其中，软件可以调节用于检测样本的不同参数值，如电压（voltage），补偿（compensation）等，并且在获取样本数据时协助样本信息的数字显示，以确保参数正确的设置。现代的流式细胞仪很多应用在荧光标记（ fluorescently labeled ）的抗体（antibody）上。
现代流式细胞仪通常拥有多种激光和多种荧光检测。 最近数据显示商用流式细胞仪有高达10种激光， 18种荧光检测器。这个数字的增长可以使得更多的抗体被标记，并且通过表现型标记（ phenotypic markers）识别到可观的样本数量。 有些设备甚是可以获取单个细胞的数字图像，用于分析荧光在细胞中的具体位置（比如细胞内部，细胞表面等）。

## 数据分析

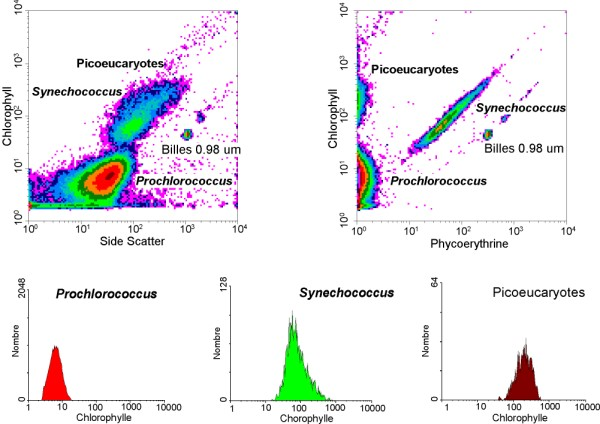
通过流式细胞术分析海水样品中的光合浮游生物，显示三种不同的群体（原绿球藻，聚球藻菌属，和picoeukaryote）

### 补偿（compensation）
每種熒光染料都具有廣泛的熒光光譜。 當使用多種熒光染料時，可能會發生熒光染料之間的重疊。 這種情況被稱為頻譜重疊。 這種情況需要克服。 例如，FITC和PE的發射光譜是熒光素發射的光在穿過用於PE的濾光片時重疊相同的波長。 通過從PE信號中去除一部分FITC信號來校正該頻譜重疊，反之亦然。 這個過程被稱為色彩補償，它將熒光色素計算為百分比來衡量自身。

### 圈選（gates）
由流式細胞儀得到的數據可以由新的軟體繪製成一維的柱狀圖（histograms）或是二維甚至是三維的點陣圖（dot plots），進一步由所謂的"圈選"（gates）點陣圖的方式，可將點陣圖的點圖區域不斷地作一系列的分離及再分析。而特殊的圈選流程（protocols）對於血液學方面在臨床上的診斷有相當的關連性。
這類點陣圖經常以對數（logarithmic）尺標的方式來呈現。由於螢光染劑彼此會有光譜波長重疊的情形，而螢光波長呈現的訊號常會被來自螢光接受器的訊號所干擾，因此需由電子運算的方式進行螢光補償（compenstation）。从流式细胞仪中获取到的数据可以通过以下软件进行分析：e.g., JMP_(statistical_software), WinMDI,[9] Flowing Software,[10] and web-based Cytobank[11] (all freeware), FCS Express （页面存档备份，存于）, FlowJo, FACSDiva, CytoPaint (aka Paint-A-Gate),[12] VenturiOne, CellQuest Pro, Infinicyt or Cytospec.[13] 一旦数据收集的过程已经结束，流式细胞仪就不用继续连接在计算机中。后续的数据分析可以在计算机中独立进行，这一点尤其用在一些高精度需求的仪器上。

### 計算分析
最近在使用計算方法進行自動化群體識別方面的進展為傳統的圈選策略（gating strategies）提供了一種替代方案。 自動識別系統可能有助於發現罕見和隱藏的种群。 代表性的自動化方法包括FLOCK，免疫學數據庫和分析門戶（ImmPort），Bioconductor中的SamSPECTRAL 和flowClust以及GenePattern中的FLAME。

## 應用
流式細胞術在很多領域中都有應用，包括分子生物學、病理學、免疫學、植物学、和海洋生物學等。在分子生物學中，它主要用於熒光標記的抗體。特異性的抗體與靶細胞上的抗原結合，能夠通過流式細胞儀研究這些細胞的特別信息。這在醫學中具有很廣泛的應用，尤其是在器官移植、血液學、腫瘤免疫學和化療、遺傳學、精子分類（Sperm sorting）、和性別選擇。此外，它广泛用于检测DNA损伤，半胱氨酸蛋白酶切割和细胞凋亡的研究。 在神经科学中，细胞表面的共表达（co-expression）和细胞外抗原（intracellular antigens）可以被分析。
現代的流式細胞儀具有多個激光和熒光檢測器（目前商業用儀器的記錄是4個激光和14個檢測器），可以用於多個抗體標記，以便在表現型中更準確地區別某個靶群體。
流式細胞儀也是很有用的分選儀器。當細胞/顆粒通過時，可以被選擇性地加上某種電荷，並在通過電磁場後偏轉，從不同出口流出。這樣就可以從一個混合物中高速（理論上可達到每秒大約9萬個細胞）準確地分離開四類細胞。
海洋中主要的光合生物之一——佔海洋浮游生物總細胞數將近1/3的原綠球藻就是通過流式細胞術發現的。因爲其細胞小，葉綠素含量少，在通常的熒光觀察中被迅速漂白(bleach)，但由於在流式細胞術中細胞通過光束的時間極短，胞内葉綠素的熒光可被觀察到。